# Jordan Penitusi
Jordan Penitusi (Pago Pago, 16 gennaio 1990) è un calciatore samoano americano, di ruolo portiere.

## Carriera
Nel 2007, era il secondo portiere della nazionale samoana americana alle spalle di Nicky Salapu. A causa dell'indisponibilità di quest'ultimo (che perse il proprio volo dalle Hawaii per le Samoa), giocò da titolare i Giochi del Pacifico, validi anche come qualificazioni al Mondiale 2010.

## Statistiche

### Cronologia presenze e reti in nazionale
| Cronologia completa delle presenze e delle reti in nazionale ― Samoa Americane | Cronologia completa delle presenze e delle reti in nazionale ― Samoa Americane | Cronologia completa delle presenze e delle reti in nazionale ― Samoa Americane | Cronologia completa delle presenze e delle reti in nazionale ― Samoa Americane | Cronologia completa delle presenze e delle reti in nazionale ― Samoa Americane | Cronologia completa delle presenze e delle reti in nazionale ― Samoa Americane | Cronologia completa delle presenze e delle reti in nazionale ― Samoa Americane | Cronologia completa delle presenze e delle reti in nazionale ― Samoa Americane |
| Data                                                                           | Città                                                                          | In casa                                                                        | Risultato                                                                      | Ospiti                                                                         | Competizione                                                                   | Reti                                                                           | Note                                                                           |
| ------------------------------------------------------------------------------ | ------------------------------------------------------------------------------ | ------------------------------------------------------------------------------ | ------------------------------------------------------------------------------ | ------------------------------------------------------------------------------ | ------------------------------------------------------------------------------ | ------------------------------------------------------------------------------ | ------------------------------------------------------------------------------ |
| 25-08-2007                                                                     | Apia                                                                           | Isole Salomone                                                                 | 12 – 1                                                                         | Samoa Americane                                                                | Qual. Mondiali 2010                                                            | -12                                                                            |                                                                                |
| 27-08-2007                                                                     | Apia                                                                           | Samoa Americane                                                                | 0 – 7                                                                          | Samoa                                                                          | Qual. Mondiali 2010                                                            | -7                                                                             |                                                                                |
| 29-08-2007                                                                     | Apia                                                                           | Samoa Americane                                                                | 0 – 15                                                                         | Vanuatu                                                                        | Qual. Mondiali 2010                                                            | -15                                                                            |                                                                                |
| 01-09-2007                                                                     | Apia                                                                           | Tonga                                                                          | 4 – 0                                                                          | Samoa Americane                                                                | Qual. Mondiali 2010                                                            | -4                                                                             |                                                                                |
| Totale                                                                         |                                                                                | Presenze                                                                       | 4                                                                              |                                                                                | Reti                                                                           | -38                                                                            |                                                                                |